# Brodda
Brodda är en herrgård i Slimminge socken i Skurups kommun i Skåne län.

## Historia
Brodda ligger 5 kilometer norr om Skurup. Herrgården, även kallad "Borgen", är omnämnd 1443. Nuvarande huvudbyggnad uppfördes mellan 1820 och 1840. Brodda har en stark koppling till Svaneholms slott då en av Broddas ägare var Rutger Mackleans bror Gustaf Macklean. Broddas markinnehav omfattade i stort sett hela Slimminge socken. Odlingsbar jord fanns i södra delen, där både Brodda och Slimminge var belägna, medan norra delen främst bestod av skog.
Enskiftet genomfördes, precis som på Svaneholm, på delar av godsets marker. Inledningsvis kom bara de frälseägda gårdarnas inägomark i Slimminge by att beröras. Andra förändringar av markinnehavet genomfördes i början av 1800-talet då norra delen av ägorna avstyckades till Skönabäck och gårdarna i Slimminge by såldes. Broddas nuvarande huvudbyggnad är troligen uppförd på 1830-talet. Anläggningen består av ett flertal ekonomibyggnader, träningsbanor och rasthagar anpassade för gårdens stuteriverksamhet.

### Galleri

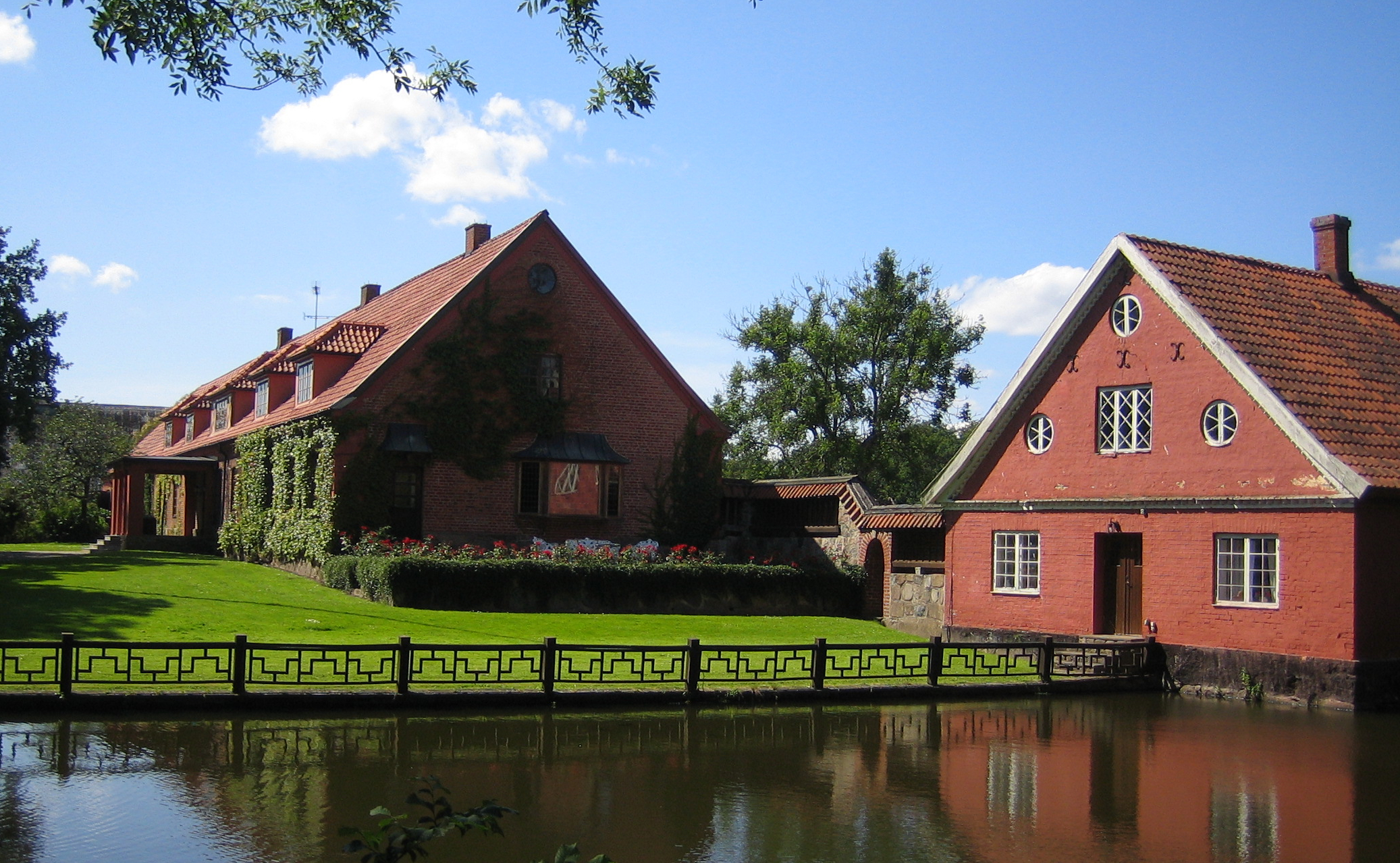
Gamla huvudbyggnaden

## Brodda stuteri
På fastigheten finns stuteriverksamheten Brodda stuteri där man föder upp travhästar. Detta är landets äldsta travstuteri med anor från 1400-talet. Det är även ett av de största stuterierna i Sverige.
Bland hingstar som varit verksamma vid Brodda stuteri kan nämnas Broadway Hall och den tidigare världsrekordshållaren S.J.'s Caviar. Stuteriet har även cirka 60 fölston, bland andra Baily Sweet Grim, Caddie Girl och Wingait Ida. Några berömda travhästar som är födda på Brodda stuteri är Naglo, Kentucky Fibber, Steinlager, Yatzy Brodda, Pamir Brodde, Rocky Winner, Playing Tua och Cyber Lane.
Även hästen Palema Fibber, som varit grund för Stall & Stuteri Palema är född på Brodda Stuteri.